# Tamar Schlick
Tamar Schlick (* 1961) ist eine US-amerikanische Mathematikerin, die auf dem Gebiet der theoretischen Biologie arbeitet.

## Leben
Tamar Schlick studierte Mathematik an der Wayne State University. Das Studium schloss sie 1982 mit dem Bachelor-Grad ab. Anschließend wechselte sie an das Courant Institute of Mathematical Sciences der New York University, wo sie den Master-Grad erwarb und 1987 auf dem Gebiet der theoretischen Biologie mit der Schrift Modeling and Minimization Techniques for Predicting Three-Dimensional Structures of Large Biological Molecules bei Charles S. Peskin promoviert wurde.
Sie ist Professorin für Chemie, Mathematik und Computer Science am Courant Institute of Mathematical Sciences. Sie und ihre Mitarbeiter arbeiten auf den Gebieten mathematische Modellierung biologischer Systeme und rechnergestützte und strukturelle Biophysik sowie zur Genomorganisation, zur RNA-Struktur und Epigenetik und zu menschlichen Krankheiten wie SARS-CoV-2.
Schlick erhielt zahlreiche Auszeichnungen und Ehrungen, darunter 2003 den Agnes Fay Morgan Research Award. Sie war von 1993 bis 1995 Alfred P. Sloan Research Fellow und von 2000 bis 2001 Guggenheim Fellow. Sie ist Fellow der American Association for the Advancement of Science (2004) der American Physical Society (2005) und der Society for Industrial and Applied Mathematics (SIAM) (2012).

## Schriften (Auswahl)
- T. Schlick, Wilma K. Olson: Trefoil Knotting Revealed by Molecular Dynamics of Supercoiled DNA. In: Science. Band 257, 21. August, 1992, S. 1110–1115.
- Robert D. Skeel, Guihua Zhang, T. Schlick: A Family of Symplectic Integrators: Stability, Accuracy, and Molecular Dynamics Applications. In: SIAM Journal on Scientific Computing. Band 18, Nr. 1, 1997, S. 203–222, doi:10.1137/S1064827595282350.

- T. Schlick et al.: Algorithmic Challenges in Computational Molecular Biophysics. In: Journal of Computational Physics. Band 151, 1999, S. 9–48.
- Hin Hark Gan, Samuela Pasquali, T. Schlick: Exploring the Repertoire of RNA Secondary Motifs Using Graph Theory; Implications for RNA Design. In: Nucleic Acids Research. Band 31, Nr. 11, 2003, S. 2926–2943, doi:10.1093/nar/gkg365.
- Sergei A. Grigoryev, Gaurav Arya, Sarah Correll, Christopher L. Woodcock, T. Schlick: Evidence for heteromorphic chromatin fibers from analysis of nucleosome interactions. In: Proc. Nat. Acad. Sci. Band 106, Nr. 32, 2009, S. 13317–13322, doi:10.1073/pnas.0903280106.
- T. Schlick et al.: Biomolecular Modeling and Simulation: A Prospering Multidisciplinary Field”. In: Annual Review of Biophysics. Band 50, 2021, S. 267–301, doi:10.1146/annurev-biophys-091720-102019.
- Tamar Schlick: Molecular Modeling and Simulation: An Interdisciplinary Guide. Springer, New York 2002, ISBN 978-1-4757-5893-1, S. xiii, 634, doi:10.1007/978-0-387-22464-0.